# Tengah (Pantai Labu)
Tengah is een bestuurslaag in het regentschap Deli Serdang van de provincie Noord-Sumatra, Indonesië. Tengah telt 1015 inwoners (volkstelling 2010).